# Eyalet di Adana
L'eyalet di Adana (in turco Eyalet-i Adana) fu un eyalet dell'Impero ottomano fondato nel 1608, quando venne separato dall'eyalet di Aleppo.

## Storia
I ramazanidi giocarono un ruolo chiave nel XV secolo nelle relazioni tra ottomani e sultani mamelucchi del Cairo, svolgendo il ruolo di Stato cuscinetto collocato presso la zona di frontiera di al-'Awasim. Nel 1517, Selim I incorporò il baliaggio nell'Impero ottomano dopo la conquista dello Stato mamelucco. I bey dei ramadanidi mantennero l'amministrazione del sanjak ottomano di Adana come ereditario sino al 1608.

## Geografia antropica

### Suddivisioni amministrative
| Sanjak tra il 1700 ed il 1740: 1. sangiaccato di Adana (Paşa Sancağı , Adana) 2. sangiaccato di Tarso (Tarso) 3. sangiaccato di Sis (Sis Sansağı, Kozan) 4. sangiaccato di Ichil (İçil Sancağı o İçel Sancağı, Anamur-Silifke) 5. sangiaccato di Alaya (Alâ'iyye Sancağı, Alanya) | Sanjak alla metà del XIX secolo: 1. sangiaccato di Adana 2. sangiaccato di Tarso 3. sangiaccato di Alayeh 4. sangiaccato di Sis 5. sangiaccato di Piyas (Payas?) 6. sangiaccato di Anemur 7. sangiaccato di Selefkeh |